# Lingua proto-anatolica
La lingua proto-anatolica è l'ipotetica protolingua da cui discendono le lingue anatoliche. Il linguista Craig Melchert ha stimato che il proto-anatolico abbia cominciato a differenziarsi tra il 3000 a.C. ca. e il 2500 a.C ca.

## Caratteristiche linguistiche

### Fonologia
Come molte altre protolingue, non esistono attestazioni scritte del proto-anatolico, pertanto questa lingua può essere soltanto ricostruita applicando il metodo comparativo. La lingua anatolica meglio attestata è sicuramente l'ittita, per la quale, però, si utilizzava la scrittura cuneiforme, che causa alcuni problemi nella comprensione e nella ricostruzione della fonologia ittita, sia a causa delle carenze del sillabario cuneiforme accadico adottato per rappresentare i fonemi ittiti sia a causa delle pratiche scrittorie adottate dagli scribi ittiti. Un tratto caratteristico che emerge è quella che sembra essere una confusione tra le occlusive dentali sorde e sonore, dato che i segni -dV- e -tV- sono impiegati in modo intercambiabile in diverse attestazioni della stessa parola; inoltre, nelle sillabe con struttura VC, si usano solitamente solo i segni con occlusive sorde. La distribuzione dell'ortografia con consonanti singole e geminate nelle iscrizioni più antiche indica che quelle che erano occlusive sorde nel proto-indoeuropee erano scritte come doppie consonanti, mentre le occlusive sonore della lingua proto-indoeuropea erano scritte come consonanti singole. Questa regolarità appare più consistente nel caso delle consonanti dentali delle attestazioni più antiche; viceversa, le iscrizioni successive mostrano spesso variazioni irregolari.

#### Vocali
Si suppone che la lingua proto-anatolica avesse conservato il sistema vocale proto-indoeuropeo sostanzialmente intatto. Melchert ha sostenuto che le vocali brevi fossero: */i/, */u/, */e/, */o/ e */a/, mentre tra le vocali lunghe, */eː/ < PIE *ē si distingue da */æː/ < PIE *eh₁, con quest'ultima che diventa ā in luvio, lidio e licio. Lo stesso studioso aveva precedentemente ipotizzato un contrasto tra una vocale anteriore media più vicina */eː/ < PIE *ey (in tardo ittita ī ) e una più aperta */ɛː/ < PIE *ē (in tardo ittita ē ), ma gli esempi sono pochi e possono essere spiegati diversamente. Lo status dell'opposizione tra vocali lunghe e corte non è del tutto chiaro, poiché la scrittura ittita varia in un modo che rende molto difficile stabilire se le vocali fossero intrinsecamente lunghe o breve. Infatti, anche se i testi più antichi sono apparentemente più conservativi e coerenti nella notazione, ci sono variazioni significative nella lunghezza delle vocali in diverse forme dello stesso lessema. Pertanto, è stata formulata l'ipotesi che la cosiddetta scriptio plena non rappresenti vocali lunghe, ma piuttosto vocali accentate, riflettendo la posizione dell'accento libero proto-indoeuropeo, ma a questa lettura è stata contrapposta l'ipotesi che la sola funzione della scriptio plena fosse quella di indicare la quantità delle vocali. Secondo questa ipotesi i contrasti ittiti a/ā erediterebbero il contrasto difonemico proto-anatolico, */ā/ che discenderebbe dal proto-indoeuropeo */o/, */a/ e */ā/, e il proto-anatolico */a/ che discenderebbe dal proto-indoeuropeo */a/, quindi l'allungamento delle vocali brevi accentate in sillabe aperte e in sillabe chiuse accentate non potrebbe essere proto-anatolico. Secondo alcuni studi la fusione delle vocali proto-indoeuropee */o/ e */a/ (inclusi i suoni provenienti da *h₂e) era presente nel proto-anatolico, ma questa ipotesi è stata criticata osservando come questa fusione sia un'innovazione secondaria condivisa dall'ittita, dal palaico e dal luvio, ma dal licio.

#### Consonanti
Uno dei tratti fonologici più caratteristici comuni a tutte le lingue anatoliche è la lenizione delle consonanti sorde proto-indoeuropee (comprese la sibilante *s e la laringale *ḫ) tra sillabe atona e successive vocali lunghe. Le due possono essere considerate insieme come una regola di lenizione tra more atone, se le vocali lunghe vengono analizzate come una sequenza di due vocali. Tutte le occlusive sonore iniziali nelle lingue anatoliche alla fine si fondono con le occlusive semplici atone. Il luvio, tuttavia, mostra un trattamento diverso dell'occlusiva velare sonora *g- e dell'occlusiva velare sorda *k- (essendo *g in posizione iniziale palatalizzata in */j/, cadendo del tutto davanti a /i/), dimostrando che questo tratto è una sviluppo tardo.
Il proto-anatolico sarebbe l'unica lingua indoeuropea ad aver conservare direttamente le consonanti laringali. Nelle trascrizioni delle lingue anatoliche scritte in cuneiforme, la lettera ‹ḫ› (proto-anatolico *h) rappresenta un suono risalente alla laringale *h₂ e, probabilmente, anche alla laringale *h₃. Infatti, le sequenze *h₂w e *h₃w si sono trasformate nella laringale labializzata *ḫʷ.
L'occlusiva aspirata sonora, invece, ha perso nel tempo l'aspirazione e si è fusa con l'occlusiva sonora semplice. Le liquide e le nasali sono state ereditate intatte dal proto-indoeuropeo, così come la semivocale *w. Una possibile spiegazione del fatto che nessuna parola nativa proto-anatolica cominci per *r- è questa caratteristica si sia evoluta specificamente nelle lingue anatoliche.
La teoria più accreditata è che il proto-anatolico abbia preservato la distinzione delle consonanti velari in tre parti tipica del proto-indoeuropeo, ponendosi al di fuori dell'isoglossa centum-satem. Tuttavia, Melchert ha supportato l'idea che le lingue anatoliche fossero un ramo delle lingue centum.

### Morfologia
Secondo Fortson, il proto-anatolico aveva due coniugazioni verbali: mi e ḫi. La prima era chiaramente derivata dal presente proto-indoeuropeo, mentre la seconda dal perfetto proto-indoeuropeo. Una spiegazione è che il proto-anatolico trasformò il perfetto in un presente per un certo gruppo di verbi, mentre di recente è stato proposto che i verbi della seconda coniugazione continuassero una classe speciale di presenti che aveva una relazione complicata con il perfetto proto-indoeuropeo.